# Bowser, British Columbia
För andra betydelser, se Bowser (olika betydelser).
Bowser är en ort på östkusten på Vancouver Island, som tillhör den kanadensiska provinsen British Columbia, beläget 66 kilometer norr om Nanaimo.

## Historia
Orten Bowser fick sitt namn efter den kanadensiske politikern William John Bowser, som var British Columbias premiärminister åren 1915-1916. Ortens utveckling brukar spåras till då järnvägen Esquimalt and Nanaimo Railway drogs genom området 1914. 

### Fotnoter
1. ↑  ”Bowser” (på engelska). British Columbia. http://apps.gov.bc.ca/pub/bcgnws/names/28686.html. Läst 14 februari 2016.